# ويليام أوينز
ويليام أوينز (بالإنجليزية: William Owens)‏ هو سياسي كندي، ولد في 15 مايو عام 1840، في لاشوت في كندا، وتوفي في 8 يونيو عام 1917، في ويسماونت في كندا. حزبياً، نشط في حزب كندا المحافظ. وقد انتخب عضو الجمعية الوطنية في كيبك ‏ وانتخب عضو مجلس الشيوخ الكندي.